# Danh nhân Quảng Bình
Đây là danh sách danh nhân sinh ra ở tỉnh Quảng Bình, Việt Nam theo từng lĩnh vực.

### Chính trị gia

#### Nhà Hồ
- Hoàng Hối Khanh (1362-1407), Lệ Thủy

#### Nhà Mạc
- Dương Văn An (1514 – 1591), Lệ Thủy

#### Nhà Nguyễn
- Đặng Đại Lược (1690 -1764), Lệ Thủy
- Đặng Đại Độ (1728-1765), Lệ Thủy, Lãnh đức hầu, danh thần thời chúa Nguyễn Phúc Khoát
- Trương Phúc Loan (? - 1776), Quảng Ninh
- Võ Xuân Cẩn (1772 - 1852), Lệ Thủy, Ngự tiền Đại thần, Thượng thư Bộ hình, Tổng đốc Bình-Phú (Bình Định-Phú Yên)
- Nguyễn Đăng Tuân (1772 - 1844), Lệ Thủy
- Nguyễn Văn Thừa (Quan Thừa, Thừa phủ Nguyễn Văn Thừa)- Người làng Quảng Xá, quan nhà Nguyễn thế kỉ 18. Ông có công đem ca hát cung đình Huế về Quảng Bình.[1]
- Võ Trọng Bình (1808-1898), Lệ Thủy
- Nguyễn Đăng Giai (?-1854), Lệ Thủy, tướng và quan đại thần 3 triều vua Minh Mạng, Thiệu Trị, Tự Đức
- Nguyễn Phạm Tuân (阮范遵, ? – 1887), Lệ Thủy
- Huỳnh Côn (1850 - 1925), Bảo Ninh, Đồng Hới, Thượng thư Bộ Lễ, phụ chính đại thần triều vua Duy Tân
- Đoàn Chí Tuân (1855-1897), Quảng Trạch, hiệu Bạch Xỉ, thủ lĩnh phong trào Cần Vương
- Nguyễn Nhuận (Nguyễn Văn Nhuận), người làng Quảng Xá, xã Tân Ninh, huyện Quảng Ninh, đậu cử nhân khoa thi Bính Tý (1876), được vua Tự Đức mời vào cung làm quốc sư dạy hoàng tử Ưng Lịch (sau này là vua Hàm Nghi). Sau khi Hàm Nghi lên ngôi năm 1884, Nguyễn Nhuận được bổ nhiệm làm tri huyện Tuyên Hóa, Quảng Bình[2][3][4]
- Nguyễn Duy Phiên (1885-?), một trong những vị hoàng giáp cuối cùng của triều Nguyễn cũng như nền khoa bảng Việt Nam kéo dài gần 900 năm. Ông đỗ hoàng giáp năm 1907, khoa thi Nho học cuối cùng được tổ chức dưới đời vua Thành Thái.

#### Quốc gia Việt Nam
- Đinh Xuân Quảng (1909-1971), thẩm phán, luật gia, Bộ trưởng của Quốc gia Việt Nam thời Quốc trưởng Bảo Đại
- Mai Hữu Xuân (1917-?), Giám đốc Nha An Ninh Quân đội

#### Việt Nam Cộng hòa
- Ngô Đình Diệm (1901–1963), Tổng thống đầu tiên của Việt Nam Cộng hòa. Gia đình của Ngô Đình Diệm: Cha Ngô Đình Khả, hai anh Ngô Đình Khôi, Ngô Đình Thục, các em Ngô Đình Nhu, Ngô Đình Cẩn, Ngô Đình Luyện, Ngô Đình Thị Giáo và Ngô Đình Thị Hiệp - mẹ của Hồng y Phanxicô Xaviê Nguyễn Văn Thuận.
- Đinh Xuân Quảng (1909-1971), quê làng Thọ Linh, Quảng Sơn, thị xã Ba Đồn, Quảng Bình, Chủ tịch Hạ viện Việt Nam Cộng hòa (1966-1967).
- Mai Hữu Xuân (1917-?), Đô trưởng Sài Gòn kiêm Tổng Giám đốc Tổng Nha Cảnh sát Quốc gia, Tổng cục trưởng Tổng cục Chiến tranh Chính trị
- Đỗ Mậu (1917-2002), Phó Thủ tướng Việt Nam Cộng hòa.

#### Cộng hòa xã hội chủ nghĩa Việt Nam
- Võ Nguyên Giáp (1911-2013), nguyên Ủy viên Bộ Chính trị, nguyên Bí thư Quân ủy Trung ương, nguyên Phó Thủ tướng Thường trực Chính phủ, nguyên Bộ trưởng Bộ Quốc phòng, Tổng Tư lệnh Quân đội nhân dân Việt Nam, Đại biểu Quốc hội từ khóa I đến khóa VII
- Đồng Sĩ Nguyên (1923-2019), nguyên Ủy viên Bộ Chính trị, nguyên Phó Chủ tịch Hội đồng Bộ trưởng (nay là Phó Thủ tướng Chính phủ), nguyên Tư lệnh Bộ đội Trường Sơn
- Võ Thuần Nho (1924-?), nguyên Thứ trưởng Bộ Giáo dục và Đào tạo Việt Nam, em trai Đại tướng Võ Nguyên Giáp.
- Phan Ngọc Tường (1929 - 1997), nguyên Ủy viên Ban Chấp hành Trung ương Đảng, nguyên Bộ trưởng Bộ Xây dựng, nguyên Bộ trưởng, Trưởng ban Tổ chức Cán bộ Chính phủ (Bộ Nội vụ).
- Nguyễn Kiến Giang (1931-2013), nguyên Phó giám đốc Nhà xuất bản Sự thật, nhân vật trong Vụ án Xét lại Chống Đảng ở Việt Nam.
- Trương Thị Mai (1958-), nguyên Ủy viên Bộ Chính trị, Thường trực Ban Bí thư, nguyên Trưởng ban Tổ chức Trung ương [5]
- Trương Minh Tuấn (1960-), Quê Đà Lạt, Lâm Đồng, sinh ra và lớn lên ở Đồng Hới, cựu Ủy viên Ban Chấp hành Trung ương Đảng, cựu Phó Trưởng Ban Tuyên giáo Trung ương, cựu Bộ trưởng Bộ Thông tin và Truyền thông (từ 8/4/2016 đến 23/7/2018)
- Phan Xuân Thủy (1966-), Phó Trưởng Ban Tuyên giáo và Dân vận Trung ương
- Hoàng Đăng Quang (1961-), Ủy viên Ban Chấp hành Trung ương Đảng, Phó Trưởng ban Thường trực Ban Tổ chức Trung ương
- Trần Thắng (chính khách) (1966-), Phó Bí thư Đảng ủy Mặt trận Tổ quốc Việt Nam, các đoàn thể Trung ương, nguyên Phó Bí thư Đảng ủy Khối doanh nghiệp Trung ương
- Trần Hòa (chính khách) (1946-), nguyên Ủy viên Ban Chấp hành Trung ương Đảng, nguyên Phó Chủ nhiệm Ủy ban Kiểm tra Trung ương
- Đinh Hữu Thành (1977-), Phó Chủ nhiệm Ủy ban Kiểm tra Trung ương Đảng Cộng sản Việt Nam
- Đinh Hữu Cường, nguyên Phó Trưởng ban Thường trực Ban Dân vận Trung ương
- Nguyễn Thanh Tú (1978-), Thứ trưởng Bộ Tư pháp
- Lê Minh Ngân (1969-), Thứ trưởng Bộ Nông nghiệp và Môi trường (từ 13 tháng 2 năm 2020)
- Hồ An Phong (1971-), Thứ trưởng Bộ Văn hóa Thể thao và Du lịch
- Nguyễn Danh Huy (1974-), Thứ trưởng Bộ Xây dựng
- Phan Ngọc Minh (1969-), Giáo sư, Tiến sĩ, Phó Chủ tịch Viện Hàn lâm Khoa học và Công nghệ Việt Nam
- Trần Minh Bình (1974-), Chủ tịch Hội đồng quản trị Ngân hàng Thương mại Cổ phần Công Thương Việt Nam (VietinBank)
- Trần Ngọc Đường (1945-), Giáo sư, Tiến sĩ Luật, nguyên Phó Chủ nhiệm Văn phòng Quốc hội Việt Nam.
- Trần Vĩnh Tuyến (1965-), Cựu Phó Chủ tịch Ủy ban nhân dân Thành phố Hồ Chí Minh, Quê phường Quảng Thuận, Ba Đồn.
- Trương Tấn Thiệu (1955-2018), cố Phó Bí thư Tỉnh ủy, Chủ tịch Ủy ban nhân dân tỉnh Bình Phước.
- Trương Tấn Viên (1954-), nguyên Thứ trưởng Bộ Giao thông Vận tải
- Hoàng Thị Ái Nhiên (1961-), nguyên Phó Chủ tịch Thường trực Hội Liên hiệp Phụ nữ Việt Nam
- Nguyễn Thị Nghĩa (1959-), nguyên Thứ trưởng Bộ Giáo dục và Đào tạo Việt Nam.
- Phan Thị Mỹ Linh (1959-), nguyên Thứ trưởng Bộ Xây dựng Việt Nam, con gái cố Bộ trưởng Phan Ngọc Tường.
- Nguyễn Văn Đức (1952-), nguyên Thứ trưởng Thường trực Bộ Tài nguyên và Môi trường.
- Đỗ Quý Doãn (1953-), nguyên Thứ trưởng Bộ Thông tin và Truyền thông (Việt Nam).
- Dương Quang Thành (1962-), nguyên Chủ tịch Hội đồng thành viên Tập đoàn Điện lực Việt Nam, Đại biểu Quốc hội Việt Nam khóa 14 của thủ đô Hà Nội

### Tướng lĩnh

#### Nhà Nguyễn
- Nguyễn Hữu Dật (1603–1681), đại tướng quân, đại công thần của chúa Nguyễn tại Đàng Trong thời Trịnh-Nguyễn phân tranh.
- Nguyễn Hữu Cảnh (1650-1700), danh tướng thời chúa Nguyễn Phúc Chu, người xác lập chủ quyền cho người Việt tại vùng đất Sài Gòn-Gia Định vào năm 1698.
- Hoàng Kế Viêm (1820-1909), danh tướng nhà Nguyễn
- Lê Trực (1828-1918)[6], Đề đốc lãnh binh Hà Nội, phò Vua Hàm Nghi chống Pháp.
- Mai Lượng (1838-1890), Lãnh binh, người xã Quảng Sơn, thị xã Ba Đồn, tỉnh Quảng Bình, lãnh đạo khởi nghĩa trong Phong trào Cần Vương yêu nước.

#### Việt Nam Cộng hòa
- Đỗ Mậu (1917-2002), Thiếu tướng, quê phường Quảng Thuận, thị xã Ba Đồn, Quảng Bình
- Võ Văn Cảnh (1922-1994), Thiếu tướng, quê làng Vĩnh Phước, Quảng Lộc, thị xã Ba Đồn, Quảng Bình
- Phan Xuân Nhuận (1916-?), Chuẩn tướng, quê làng Thọ Linh, Quảng Sơn, thị xã Ba Đồn, Quảng Bình
- Nguyễn Bá Liên (1933-1969), Chuẩn tướng, quê phường Quảng Thuận, thị xã Ba Đồn, Quảng Bình
- Mai Hữu Xuân (1917-?), Trung tướng, Đô trưởng Sài Gòn kiêm Tổng Giám đốc Tổng Nha Cảnh sát Quốc gia
- Phạm Duy Tất (1934-2019), Chuẩn tướng.
- Bùi Dzinh (1929-2024), Đại tá,quê làng Xuân Hoà (Hoa Thuỷ),huyện lệ Thuỷ , Quảng Bình .

#### Cộng hòa xã hội chủ nghĩa Việt Nam

##### Quân đội
Quảng Bình có 44 tướng lĩnh quân đội. Bao gồm: 1 đại tướng, 2 thượng tướng, 15 trung tướng, 26 thiếu tướng.
Trong đó: 
- Huyện Lệ Thủy: 9 vị tướng (1 Đại tướng, 2 Trung tướng, 6 Thiếu tướng);
- Huyện Quảng Ninh: 3 vị tướng (2 Trung tướng, 1 Thiếu tướng);
- TP. Đồng Hới: 4 vị tướng (1 thượng tướng, 1 Trung tướng, 2 Thiếu tướng);
- Huyện Bố Trạch: 6 vị tướng (1 Thượng tướng, 1 Trung tướng, 5 Thiếu tướng);
- Huyện Quảng Trạch: 3 vị tướng (1 Thượng tướng, 2 Trung tướng);
- Thị xã Ba Đồn: 11 vị tướng (7 Trung tướng, 4 Thiếu tướng);
- Huyện Tuyên Hóa: 5 vị tướng (5 Thiếu tướng).[8]

###### Đại tướng
- Võ Nguyên Giáp (1911-2013) Đại tướng đầu tiên, Tổng tư lệnh Quân đội Nhân dân Việt Nam, (Lệ Thủy)

###### Thượng tướng
| Họ và tên                 | Năm thụ phong | Quê quán                | Chức vụ cao nhất |
| ------------------------- | ------------- | ----------------------- | --- |
| Võ Minh Lương (1963-)     | 01/2021       | Bảo Ninh, Đồng Hới      | Ủy viên Thường vụ Quân ủy Trung ương, Thứ trưởng Bộ Quốc phòng (11/2020-nay), nguyên Tư lệnh Quân khu 7 (2015–2020)                       |
| Trần Quang Phương (1961-) | 10/2019       | Cảnh Dương, Quảng Trạch | Phó chủ tịch Quốc hội (7/2021-nay), nguyên Phó Chủ nhiệm Tổng cục Chính trị (6/2019-7/2021), nguyên Chính ủy Quân khu 5 (7/2011 - 6/2019) |

###### Trung tướng
| Họ và tên                     | Năm thụ phong | Quê quán                                   | Chức vụ cao nhất |
| ----------------------------- | ------------- | ------------------------------------------ | --- |
| Đồng Sĩ Nguyên (1923-2019)    | 1974          | Quảng Trung, Ba Đồn                        | Thứ trưởng Bộ Quốc phòng, Tư lệnh Binh đoàn Trường Sơn (1967–1975)                                                                                              |
| Lê Văn Tri (1920-2006)        | 1982          | Hạ Trạch, Bố Trạch                         | Tư lệnh Quân chủng Phòng không - Không quân (1969 - 1977); Chỉ huy trận Điện Biên Phủ trên không tháng 12-1972                                                  |
| Nguyễn Hòa (1923-2001)        | 1989          | xã Quảng Hòa, Ba Đồn                       | Trưởng Đoàn Chuyên gia Quân sự Việt Nam tại Lào |
| Lương Hữu Sắt (1927-2018)     | 1992          | Xuân Thủy, Lệ Thủy                         | Phó Tư lệnh Quân chủng Phòng không - Không quân (1977-?), Phó chủ nhiệm Tổng cục Kỹ thuật (1981-1994)                                                           |
| Bùi Công Ái (1928-1994)       | 1994          | Đông Đình, Đồng Hới                        | Phó Viện trưởng Viện Lịch sử Quân sự |
| Mai Xuân Vĩnh (1931-)         | 1994          | Quảng Sơn, Quảng Trạch                     | Tư lệnh Quân chủng Hải quân (1993-2000) |
| Nguyễn Hoa Thịnh (1940-2022)  | 1999          | Ba Đồn, Quảng Trạch                        | nguyên Giám đốc Học viện Kỹ thuật Quân sự (1989-1997), nguyên Chủ nhiệm Tổng cục Kỹ thuật, Bộ Quốc phòng Việt Nam, Giám đốc Viện Khoa học và Công nghệ Quân sự. |
| Trương Đình Thanh (1944-2005) | 2003          | Hiền Ninh, Quảng Ninh                      | Tư lệnh Quân khu 4 (2002 - 2005) |
| Phạm Hồng Thanh (1946-)       | 2004          | Quảng Xuân, Quảng Trạch                    | Phó Chủ nhiệm Tổng cục Chính trị (1998-2008) |
| Nguyễn Song Phi (1951-)       | 2007          | Quảng Tân, Quảng Trạch                     | Phó Tổng Tham mưu trưởng Quân đội Nhân dân Việt Nam (2008-2011), hiện là Phó Chủ tịch Hội Cựu chiến binh Việt Nam (2012-2017)                                   |
| Nguyễn Hữu Cường (1954-)      | 2009          | Quảng Trung, Ba Đồn                        | Tư lệnh Quân khu 4 (2009-2014) |
| Nguyễn Thế Lực (1950-)        | 2009          | Cảnh Dương, Quảng Trạch                    | Chánh Văn phòng Quân ủy Trung ương - Bộ Quốc phòng |
| Nguyễn Đức Hải (1957-)        | 2014          | Mai Thủy, Lệ Thủy                          | Viện trưởng Viện Chiến lược Quốc phòng (2014-nay), nguyên Tư lệnh Quân đoàn 3 (2009-2012)                                                                       |
| Nguyễn Ngọc Tương (1960-)     | 2016          | Quảng Thủy, Ba Đồn                         | Phó Chính ủy Học viện Quốc phòng (2015-2020) |
| Phạm Huy Dũng (1962-)         | 2018          | Gia Ninh, Quảng Ninh, sinh sống ở Bố Trạch | Cục trưởng Cục tác chiến điện tử |
| Trần Quang Trung (1963-)      | 2020          | Phù Hóa, Quảng Trạch, Quảng Bình           | Chính Ủy Trường Sĩ Quan Chính Trị |
| Phạm Tiến Dũng                | 2021          | Quảng Bình                                 | Chính ủy học viện chính trị |

###### Thiếu tướng
| Họ và tên                                        | Năm thụ phong | Quê quán                                                 | Chức vụ cao nhất |
| ------------------------------------------------ | ------------- | -------------------------------------------------------- | --- |
| Hoàng Sâm (1915-1969)                            | 1948          | Văn Hóa, Tuyên Hóa                                       | Đội trưởng đầu tiên của Đội Việt Nam Tuyên truyền Giải Phóng Quân, Tư lệnh Quân khu Trị Thiên (1968) |
| Nguyễn Văn Thanh (1924-1992), bí danh: Hồ Tú Nam | 1974          | Liên Thủy, Lệ Thủy                                       | |
| Phan Khắc Hy (1927-)                             | 1980          | quê Hà Tĩnh, sinh ra lớn lên ở quê mẹ Hoàn Lão, Bố Trạch | Phó Tư lệnh Bộ đội Trường Sơn, Chủ nhiệm Chính trị Quân chủng Phòng không Không quân |
| Lưu Bá Xảo (1925-1994)                           | 1984          | Hạ Trạch, Bố Trạch                                       | Hiệu trưởng Trường Sĩ quan Lục quân 1 |
| Nguyễn Bình Sơn (1927-2003)                      | 1984          | Quảng Thủy, Ba Đồn                                       | Đoàn phó Đoàn 576 (Đoàn Chuyên gia quân sự Việt Nam tại Lào) |
| Đào Hữu Liêu (1919-2005)                         | 1984          | Lộc Thủy, Lệ Thủy                                        | Phó Tư lệnh Binh chủng Công binh |
| Võ Minh Như (1926-2024)                          | 1984          | Bảo Ninh, Đồng Hới                                       | Phó Tư lệnh Quân khu 7 (1986-1990) |
| Nguyễn Hữu Anh (1926-2014)                       | 1985          | Quảng Trung, Ba Đồn                                      | Phó Giám đốc Học viện Hậu cần |
| Lưu Dương (1926-)                                | 1985          | Hạ Trạch, Bố Trạch                                       | Phó Chủ nhiệm Tổng cục Kỹ thuật |
| Nguyễn Văn Hàm (1927-)                           | 1985          | quê Nghệ An, sinh, trú ở Thuận Hóa, Tuyên Hóa            | Phó Tư lệnh Quân khu 2 |
| Nguyễn Hải (1927-)                               | 1988          | Tân Ninh, Quảng Ninh                                     | Tư lệnh Binh đoàn 15 (1985-1994) |
| Lê Văn Dánh (1930-1992)                          | 1988          | Tiến Hóa, Tuyên Hóa                                      | Phó Tư lệnh Quân khu 4 |
| Hồ Thanh Minh (1933-)                            | 1992          | Hải Trạch, Bố Trạch                                      | Phó Cục trưởng Cục quản lý Khoa học kỹ thuật quân sự, Tổng cục Kỹ thuật |
| Cao Lương Bằng (1945-2016)                       | 1994          | Thanh Hóa, Tuyên Hóa                                     | Chỉ huy trưởng Bộ Chỉ huy Quân sự tỉnh Quảng Bình (1994-2000) |
| Phan Khắc Hải (1941-)                            | 1994          | Hải Trạch, Bố Trạch                                      | Tổng Biên tập Báo Quân đội Nhân dân (1988-1997) |
| Nguyễn Văn Đà (1940-)                            | 1998          | Nam Lý, Đồng Hới                                         | Chủ nhiệm Tổng cục Hậu cần (1997-2001) |
| Nguyễn Xuân Sang (1951-)                         | 2004          | Dương Thủy, Lệ Thủy                                      | Tư lệnh Binh đoàn 15 (1999-2012) |
| Hồ Ngọc Tỵ (1953-)                               | 2007          | Quảng Trung, Ba Đồn                                      | Phó Tư lệnh kiêm Tham mưu trưởng Quân khu 4 (2008-2013) |
| Nguyễn Văn Chương (1952-)                        | 2007          | Quảng Hòa, Ba Đồn                                        | nguyên Cục trưởng Cục Phòng không Lục quân |
| Nguyễn Văn Tài (1954-)                           | 2009          | Liên Thủy, Lệ Thủy                                       | Phó Giám đốc Học viện Chính trị (2007-2014) |
| Lê Thái Ngọc (1957-)                             | 2012          | Xuân Thủy, Lệ Thủy                                       | Phó chính ủy Bộ đội Biên phòng (2013-nay) |
| Nguyễn Văn Hiếu (1957-)                          | 2013          | Phong Hóa, Tuyên Hóa                                     | Phó Tham mưu trưởng Quân khu 4 |
| Phạm Văn Sinh (1958-)                            | 2014          | Thái Thủy, Lệ Thủy                                       | Phó Hiệu trưởng Trường Sĩ quan Chính trị |
| Đỗ Quốc Việt (1960-)                             | 2016          | Cảnh Dương, Quảng Trạch, Quảng Bình                      | Tư lệnh Vùng 3 Quân chủng Hải quân (5/2015 - 4/2020) |
| Nguyễn Văn Man (1966-2020)                       | 2020          | Nam Lý, Đồng Hới, Quảng Bình                             | Phó Tư lệnh Quân khu 4 (20/5/2019 - 13/10/2020) |
| Phạm Văn Hùng (1966-)                            | 2021          | Quảng Xuân, Quảng Trạch, Quảng Bình                      | Tư lệnh Vùng 3 Quân chủng Hải quân (4/2020-6/2022), Phó Tham Mưu Trưởng Quân chủng Hải quân (6/2022-nay) |
| Lê Văn Vỹ (1969)                                 | 2022          | Quảng Bình                                               | Phó Tham mưu trưởng Quân khu 4 Bí thư Đảng ủy Bộ tham mưu (7/2021 - nay) |
| Phạm Xuân Diệu (1969)                            | 2022          | Mai Hóa, Tuyên Hóa, Quảng Bình                           | Cục phó Cục Tác chiến Quân đội nhân dân Việt Nam(2022 - nay), nguyên phó chỉ huy trưởng kiêm Tham mưu trưởng rồi chỉ huy trưởng Bộ chỉ huy BĐBP Quảng Bình, nguyên Phó Tham mưu trưởng Bộ đội Biên phòng Việt Nam |

###### Đại tá nổi tiếng
| Họ và tên                | Năm thụ phong | Quê quán                            | Chức vụ cao nhất                                                | |
| ------------------------ | ------------- | ----------------------------------- | --------------------------------------------------------------- | --- |
| Trần Đình Xu (1921-1969) | ?             | Quảng Thuận, Ba Đồn, Quảng Bình     | Tư lệnh Quân khu Sài Gòn - Gia Định - Chợ Lớn (1964-1969)       | |
| Dương Minh Hải (1973-)   | 2020          | Quảng Xuân, Quảng Trạch, Quảng Bình | Viện phó Viện Kỷ thuật Hải quân Quân chủng Hải quân (2018-2020) | Viện trưởng Viện Kỷ thuật Hải quân Quân chủng Hải quân (2020-11/2024) Cục phó Cục Khoa học quân sự, Bộ Quốc phòng (11/2024 - 03/2025) Cục trưởng Cục Khoa học quân sự, Bộ Quốc phòng (03/2025 - nay) |

##### Công an
Trung tướng:
- Nguyễn Văn Thắng (1947-2012), nguyên Giám đốc Học viện An ninh Nhân dân (2001-2008) [14]
- Cao Ngọc Oánh (1954-), thụ phong năm 2008, nguyên Tổng cục trưởng Tổng cục Cảnh sát Thi hành án hình sự và Hỗ trợ Tư pháp (Tổng cục VIII), nguyên Tổng cục trưởng Tổng cục Kỹ thuật Bộ Công an Việt Nam, nguyên Giám đốc Công an tỉnh Quảng Bình.
- Hồ Thanh Đình (1956-), Phó Tổng cục trưởng Tổng cục Cảnh sát Thi hành án hình sự và Hỗ trợ Tư pháp, bộ Công an.[15]

Thiếu tướng:
- Nguyễn Đình Thuận (1953-2017), Cố Cục trưởng Cục Xây dựng phong trào toàn dân bảo vệ an ninh Tổ quốc, Bộ Công an.[16]
- Phan Thanh Hà, thụ phong năm 2008[17], Cục trưởng Cục Quản lý trại giam Bộ Công an, nguyên Giám đốc Công an tỉnh Quảng Bình.
- Võ Văn Đủ (1956-), nguyên Giám đốc đốc Công an tỉnh Đăk Nông (2011-2014 [18][19]).
- Từ Hồng Sơn, nguyên Giám đốc Công an tỉnh Quảng Bình.
- Nguyễn Hữu Dánh, thụ phong năm 2015, nguyên Phó Cục trưởng Cục Cảnh sát giao thông, Bộ Công an (Việt Nam)
- Vũ Như Hà, thụ phong năm 2025, quê xã Lương Ninh, huyện Quảng Ninh, Giám đốc Công an tỉnh Tây Ninh, nguyên Giám đốc Công an Công an tỉnh Bà Rịa - Vũng Tàu, nguyên Giám đốc Công an Công an tỉnh Lạng Sơn, nguyên Phó Cục trưởng C03.                                                                                                                                                               * Bùi Quang Thanh, thụ phong năm 2024, quê xã Nam Trạch, huyện Bố Trạch, Chánh Thanh tra Bộ Công an, nguyên Giám đốc Công an Công an tỉnh Nghệ An, nguyên Giám đốc Công an Công an tỉnh Đắk Nông

### Khoa học gia
- Trương Xán - Trạng nguyên thứ 3 trong lịch sử khoa cử Việt Nam.
- Hoàng Tuệ (1922-1999), giáo sư ngành Ngôn ngữ học, nguyên Viện trưởng Viện Ngôn ngữ học.
- Trần Thanh Vân (1936-), Giáo sư, tiến sĩ Vật lý.
- Nguyễn Đình Cống (1937-), Giáo sư, tiến sĩ ngành Xây dựng
- Võ Hồng Anh (1939-2009), nữ giáo sư, tiến sĩ ngành toán lý, người Việt Nam đầu tiên nhận Giải thưởng Kovalevskaya năm 1988, con gái của Đại tướng Võ Nguyên Giáp.
- Hoàng Kim (1953-), nhà nông học
- Hoàng Quang Thuận (1953-), nhà thơ, tiến sĩ, Viện trưởng Viện công nghệ viễn thông - thuộc Viện Hàn lâm Khoa học và Công nghệ Việt Nam.
- Lê Anh Phương (1974-), Phó giáo sư, tiến sĩ Công nghê thông tin, cựu Giám đốc Đại học Huế, cựu Hiệu trưởng Trường Đại học Sư Phạm thuộcc Đại học Huế[20].
- Lê Đức Ngoan (1953-), giáo sư ngành Chăn nuôi (nhà nước Việt Nam phong năm 2015), Đại học Nông lâm Huế[21][22]
- Võ Xuân Tiến (1955-), giáo sư Kinh tế (nhà nước Việt Nam phong năm 2015), Đại học Đà Nẵng[21],hiệu trưởng Đại học Kinh tế thuộc Đại học Đà Nẵng (1995-2004)[23]
- Nguyễn Anh Trí (1957-), giáo sư, tiến sĩ y khoa, Thầy thuốc Nhân dân, Viện trưởng Viện Huyết học và Truyền máu Trung ương, em trai thiếu tướng Nguyễn Văn Tài[24][25].

- Nguyễn Hữu Đức (1958-), giáo sư, tiến sĩ Vật lý, phó hiệu trưởng Trường đại học Công nghệ (Đại học Quốc gia Hà Nội)[26]
- Nguyễn Ngọc Thành (1963-), Giáo sư, Tiến sĩ khoa học ngành Tin học Nguyễn Ngọc Thành

### Tác gia
- Nguyễn Hàm Ninh (1808-1867), nhà thơ nhà Nguyễn
- Lưu Kỳ Linh (1907-1974), nhà thơ
- Lưu Trọng Lư (1911-1991), nhà thơ
- Hàn Mặc Tử (1912-1940), nhà thơ
- Hoàng Hữu Đản (1922-2012), nhà văn, dịch giả Việt Nam
- Nguyên Nhung (1933-), nhạc sĩ, tên thật là Nguyễn Bá Nhung
- Dương Viết Á (1934-), nhạc sĩ, giáo sư mĩ học âm nhạc
- Hoàng Sông Hương (1942-), nhạc sĩ
- Nguyễn Ước (1947-), nhà văn
- Lâm Thị Mỹ Dạ (1949-), nhà thơ
- Bảo Ninh (1952-), nhà văn, tên thật là Hoàng Ấu Phương, con trai giáo sư Hoàng Tuệ
- Châu Đình An (1954-), nhạc sĩ
- Nguyễn Quang Lập (1956-), nhà văn
- Lưu Trọng Ninh (1956-), đạo diễn, con trai nhà thơ Lưu Trọng Lư
- Phêrô Maria Nguyễn Ngọc Phi (1967-), nhà văn, nhạc sĩ

### Giải trí
- Mỹ Lệ (1972-), ca sĩ, tên thật là Hoàng Thị Nhật Lệ, con gái nhạc sĩ Hoàng Sông Hương
- Hồ Ngọc Hà (1984-), ca sĩ
- Nguyễn Ngọc Linh (2001-), ca sĩ Vietnam Idol 2012

### Anh hùng
Anh hùng Lực lượng Vũ trang Nhân dân Việt Nam:
- Quách Xuân Kỳ (1926-1949).
- Thái Văn A (1942-2001).
- Mai Xuân Vĩnh (1931-), Phó Đô đốc Nguyên Tư lệnh Quân chủng Hải quân thụ phong ngày 13/04/2017.
- Cao Lương Bằng(1945-2016), thụ phong năm 1969.
- Lê Duy Ứng (1947-), đại tá Họa sĩ.
- Nguyễn Xuân Sang (1951-), thiếu tướng[7].
- Trần Văn Phương (1965-1988), tử trận tại đá Gạc Ma trong Hải chiến Trường Sa 1988.
- Hồ Thanh Đình (1956-), trung tướng Công an, thụ phong anh hùng lực lượng vũ trang nhân dân năm 2005[27].

Anh hùng lao động:
- Mẹ Suốt (1908-1968) (tên thật là Nguyễn Thị Suốt)
- Nguyễn Xuân Sang (1951-), Anh hùng lao động thời kì đổi mới (thụ phong năm 2003)[28]
- Giáo sư, tiến sĩ Nguyễn Anh Trí (1957-) được Chủ tịch nước Trương Tấn Sang phong tặng danh hiệu Anh hùng Lao động ký ngày 30/5/2011. Ông sinh ra ở xã Liên Thủy, huyện Lệ Thủy, Viện trưởng Viện Huyết học và Truyền máu Trung ương, Thầy thuốc nhân dân, Đại biểu quốc hội khóa 14 (2016-2021) thuộc đoàn Hà Nội [24][25]

### Tôn giáo
Công giáo:
- Antôn Nguyễn Hữu Quỳnh (1768-1840), giáo dân Công giáo, được Giáo hoàng Gioan Phaolô II phong thánh vào năm 1988.
- Giuse Võ Đức Minh (1944-), Giám mục chính tòa Giáo phận Nha Trang (2009 - nay)
- Phêrô Nguyễn Văn Viên (1965-), Giám mục phụ tá Giáo phận Vinh (2013 - nay)
- Phêrô Maria Nguyễn Ngọc Phi (1967-), Linh mục Giáo phận Đà Nẵng (2001 - nay)

Tin lành:
- Lê Văn Thái (1890-1968), giáo sĩ Tin Lành, nguyên Hội trưởng Hội thánh Tin Lành Việt Nam thời kỳ (1942-1960)

Phật giáo:
- Thích Trí Quang (1923-2019), Hòa thượng Phật giáo- "người làm rung rinh nước Mỹ".

### Khác
- Nguyễn Thắng Vu (1935-2010), giám đốc, tổng biên tập Nhà xuất bản Kim Đồng
- Võ Trọng Nghĩa (1976-), kiến trúc sư
- Nguyễn Thế Quỳnh 2 huy chương Vàng Olympic Vật lý quốc tế, 2 huy chương Bạc Olympic Vật lý châu Á các năm 2016 và 2017
- Lê Vũ Hoàng, vô địch cuộc thi Đường lên đỉnh Olympia năm thứ 6

1. ↑  Theo Sài Gòn Giải Phóng. "Làng say hát". Người lao động. 2006-01-08. Truy cập ngày 17 tháng 10 năm 2019.
2. ↑  Minh Phong. "Tết về làng quốc sư". Sài Gòn giải phóng. 2011-02-09. Truy cập ngày 17 tháng 10 năm 2019.
3. ↑  Tiên Long. "Chuyện vua Hàm Nghi bị lộ thân phận khi giữ lễ với thầy giáo". VTC. 2018-12-01. Truy cập ngày 17 tháng 10 năm 2019.
4. ↑  Hàn Thư. "Làng có thầy dạy vua". Doanh nhân Sài Gòn. 2010-08-13. Truy cập ngày 17 tháng 10 năm 2019.
5. ↑  "Đồng chí Trương Thị Mai". Đại hội Đảng. Bản gốc lưu trữ ngày 24 tháng 2 năm 2021. Truy cập ngày 11 tháng 1 năm 2021.
6. ↑  "Thân thế và sự nghiệp Đề đốc Lê Trực". Bản gốc lưu trữ ngày 6 tháng 2 năm 2016. Truy cập ngày 7 tháng 2 năm 2016.
7. 1 2  <http://baoquangbinh.vn/dat-va-nguoi-quang-binh/201507/ky-niem-70-nam-ngay-thanh-lap-llvt-tinh-quang-binh-4-7-1945-4-7-2015-cac-tuong-linh-qdnd-viet-nam-que-huong-quang-binh-2126408/>
8. ↑  "Kỷ niệm 70 năm ngày thành lập QĐNDVN (22-12-1944 - 22-12-2014) và 25 năm ngày hội Quốc phòng toàn dân (22-12-1989 - 22-12-2014)::40 vị tướng lĩnh Quân đội quê hương Quảng Bình". BaoQuangBinh. Truy cập ngày 7 tháng 2 năm 2016.
9. ↑  "Bản sao đã lưu trữ". Bản gốc lưu trữ ngày 21 tháng 9 năm 2016. Truy cập ngày 25 tháng 11 năm 2016.
10. ↑  http://www.dvciq4.com/vi/dang-doan-the/danh-sach-ban-chap-hanh-trung-uong-hoi-cuu-chien-binh-viet-nam-nhiem-ky-2012-2017-8.html
11. ↑  "Bản sao đã lưu trữ". Bản gốc lưu trữ ngày 28 tháng 11 năm 2016. Truy cập ngày 27 tháng 11 năm 2016.
12. ↑  "Bản sao đã lưu trữ". Bản gốc lưu trữ ngày 26 tháng 11 năm 2016. Truy cập ngày 25 tháng 11 năm 2016.
13. ↑  http://daihocchinhtri.edu.vn/vi/gioi-thieu/Ban-Giam-hieu-1/Ban-Giam-hieu-5/
14. ↑  "Trung tướng Nguyễn Văn Thắng, nguyên Giám đốc Học viện ANND từ trần". Báo Công an Nhân dân Điện tử. Truy cập ngày 14 tháng 9 năm 2024.
15. ↑  Quang Trưởng - Long Đỉnh (ngày 1 tháng 9 năm 2014). "Không gì bằng có được lòng dân". Công lý (Cơ-quan của tòa-án nhân-dân tối-cao). Truy cập ngày 23 tháng 12 năm 2016.
16. ↑  "Đồng chí Thiếu tướng Nguyễn Đình Thuận từ trần". Báo Công an nhân dân. Truy cập ngày 24 tháng 10 năm 2017. {{Chú thích web}}: |ngày lưu trữ= cần |url lưu trữ= (trợ giúp)
17. ↑  "Bản sao đã lưu trữ". Bản gốc lưu trữ ngày 29 tháng 12 năm 2017. Truy cập ngày 12 tháng 2 năm 2016.
18. ↑  "Bổ nhiệm quyền Giám đốc Công an Đắc Nông". ngày 15 tháng 10 năm 2014. Bản gốc lưu trữ ngày 20 tháng 12 năm 2016.
19. ↑  "Quyết định số 1069/QĐ - TTG của Thủ tướng Chính phủ: Phê chuẩn việc bầu thành viên Ủy ban nhân dân tỉnh Đắk Nông nhiệm kỳ 2011 - 2016". ngày 7 tháng 7 năm 2011. Bản gốc lưu trữ ngày 21 tháng 12 năm 2016.
20. ↑  http://vtcnews.vn/giam-doc-dh-hue-thu-chenh-tien-chung-chi-ngoai-ngu-chiem-doat-hon-2-6-ty-dong-ar921276.html
21. 1 2  "Bản sao đã lưu trữ". Bản gốc lưu trữ ngày 17 tháng 11 năm 2016. Truy cập ngày 23 tháng 11 năm 2016.
22. ↑  "Bản sao đã lưu trữ". Bản gốc lưu trữ ngày 24 tháng 11 năm 2016. Truy cập ngày 23 tháng 11 năm 2016.
23. ↑  http://scv.udn.vn/vxtien
24. 1 2  "GS.TS Nguyễn Anh Trí, Viện trưởng Viện Huyết học và Truyền máu Trung ương: Học cách dạy con từ cha". Bản gốc lưu trữ ngày 24 tháng 11 năm 2016. Truy cập ngày 23 tháng 11 năm 2016.
25. 1 2  "GS.TS Nguyễn Anh Trí". Bản gốc lưu trữ ngày 24 tháng 11 năm 2016. Truy cập ngày 23 tháng 11 năm 2016.
26. ↑  "GS,TS vật lý Nguyễn Hữu Đức, một ngoại lệ xuất sắc - Tuổi Trẻ Online". Tuổi Trẻ Online. ngày 14 tháng 11 năm 2004. Truy cập ngày 7 tháng 2 năm 2016.
27. ↑  N.H.L. (ngày 18 tháng 6 năm 2009). "Có một người giám thị như thế (tiếp theo và hết)". An ninh thế giới. Truy cập ngày 23 tháng 12 năm 2016.
28. ↑  "Vị tướng hai lần anh hùng". Báo Công Thương điện tử, kinh tế, chính trị, xã hội. Truy cập ngày 14 tháng 9 năm 2024.